# Aurélien (évêque d'Uzès)
Pour les articles homonymes, voir Aurélien.
Aurélien, 9e évêque d’Uzès, épiscopat en 659.

## Chronologie
| 659. | Il est visité par saint Éloi, à son retour de Provence. — Quelques historiens ont admis l'existence d'un évêque d'Uzès du nom d'Audoën, qui aurait siégé en 660; mais ce fait paraît inexact. |